# Alexandru Casianov
Alexandru Andrei Casianov (n. 24 martie 1995) este un fotbalist din Bălți (Moldova) care evoluează ca atacant la Clubul de Fotbal Olimpia Bălți.